# Duccio Demetrio
Duccio Demetrio (Milano, 6 marzo 1945) è un pedagogista e filosofo italiano.

## Biografia
È uno dei più importanti filosofi e pedagogisti italiani. Le sue ricerche promuovono la scrittura di sé stessi, sia per lo sviluppo del pensiero interiore e auto analitico, sia come pratica filosofica. Già professore ordinario di Filosofia dell'educazione e di Teorie e pratiche della narrazione all'Università degli Studi di Milano-Bicocca, è ora direttore scientifico del Centro Nazionale Ricerche e studi autobiografici della Libera università dell'Autobiografia di Anghiari (da lui fondata nel 1998 insieme a Saverio Tutino) e di "Accademia del silenzio".

## Opere
- Educatori di professione. Pedagogia e didattiche del cambiamento nei servizi extra-scolastici, Scandicci, La Nuova Italia, 1990, ISBN 88-221-0733-0
- Tornare a crescere. L'età adulta tra persistenze e cambiamenti, Milano, Guerini, 1991, ISBN 88-7802-221-7
- La ricerca qualitativa in educazione, Scandicci, La Nuova Italia, 1992, ISBN 88-221-1114-1
- Duccio Demetrio, Donata Montesano Fabbri e Silvia Gherardi, Apprendere nelle organizzazioni. Proposte per la crescita cognitiva in età adulta, Roma, NIS, 1994, ISBN 88-430-0102-7
- Duccio Demetrio e Graziella Favaro, Immigrazione e pedagogia interculturale. Bambini, adulti, comunità nel percorso di integrazione, Firenze, La Nuova Italia, 1994, ISBN 88-221-1084-6
- L'educazione nella vita adulta. Per una teoria fenomenologica dei vissuti e delle origini, Roma, NIS, 1996, ISBN 88-430-0294-5
- Raccontarsi. L'autobiografia come cura di sé, Milano, Cortina, 1996, ISBN 88-7078-422-3
- Duccio Demetrio e Maura Budani, Educazione degli adulti: gli eventi e i simboli, Milano, C.U.E.M., 1996
- Duccio Demetrio e Giacomo Corna Pellegrini, Viaggio e racconti di viaggio. Nell'esperienza di giovani e adulti, Milano, C.U.E.M., 1997
- Duccio Demetrio e Graziella Favaro, Bambini stranieri a scuola. Accoglienza e didattica interculturale nella scuola dell'infanzia e nella scuola elementare, Scandicci, La Nuova Italia, 1997, ISBN 88-221-1817-0
- Agenda interculturale. Quotidianità e immigrazione a scuola. Idee per chi inizia, Roma, Meltemi, 1997, ISBN 88-86479-29-8
- Il gioco della vita. Kit autobiografico. Trenta proposte per il piacere di raccontarsi, Milano, Guerini, 1997, ISBN 88-7802-819-3
- Pedagogia della memoria. Per se stessi, con gli altri, Roma, Meltemi, 1998, ISBN 88-86479-51-4
- Elogio dell'immaturità. Poetica dell'età irraggiungibile, Milano, Cortina, 1998, ISBN 88-7078-530-0
- Duccio Demetrio e Sonia Bella, Una nuova identità docente. Come eravamo, come siamo, Milano, Mursia, 2000, ISBN 88-425-2801-3
- L'educazione interiore. Introduzione alla pedagogia introspettiva, Scandicci, La Nuova Italia, 2000, ISBN 88-221-3934-8
- Di che giardino sei? Conoscersi attraverso un simbolo, Roma, Meltemi, 2000, ISBN 88-8353-055-1
- Duccio Demetrio e Mariangela Giusti, Preparare e scrivere la tesi in Scienze dell'Educazione, Milano, Sansoni, 2001, ISBN 88-383-1883-2
- Duccio Demetrio e Aureliana Alberici, Istituzioni di educazione degli adulti. Vol. 1: Il metodo autobiografico, Milano, Guerini, 2002, ISBN 88-8107-128-2
- Duccio Demetrio e Aureliana Alberici, Istituzioni di educazione degli adulti, Milano, Guerini, 2002, ISBN 88-8335-312-9
- Album di famiglia. Scrivere i ricordi di casa, Roma, Meltemi, 2002, ISBN 88-8353-180-9
- Scritture erranti. L'autobiografia come viaggio del sé nel mondo, Roma, EDUP, 2003, ISBN 88-8421-061-5
- Ricordare a scuola. Fare memoria e didattica autobiografica, Roma, Laterza, 2003, ISBN 88-420-6857-8
- Manuale di educazione degli adulti, Roma, Laterza, 2003, ISBN 88-420-6992-2
- Filosofia dell'educazione ed età adulta. Simbologie, miti e immagini di sé, Torino, UTET Liberia, 2003, ISBN 88-7750-829-9
- L'età adulta. Teorie dell'identità e pedagogie dello sviluppo, Roma, Carocci, 2003, ISBN 88-430-2676-3
- Autoanalisi per non pazienti. Inquietudine e scrittura di sé, Milano, Cortina, 2003, ISBN 88-7078-773-7
- Duccio Demetrio e Aureliana Alberici, Istituzioni di educazione degli adulti. Vol. 2: Saperi, competenze e apprendimento permanente, Milano, Guerini, 2004, ISBN 88-8107-160-6
- Duccio Demetrio e Graziella Favaro, Didattica interculturale. Nuovi sguardi, competenze, percorsi, Milano, Angeli, 2004, ISBN 88-464-5725-0
- In età adulta. Le mutevoli fisionomie, Milano, Guerini, 2005, ISBN 88-8335-624-1
- Filosofia del camminare. Esercizi di meditazione mediterranea, Milano, Cortina, 2005, ISBN 88-7078-974-8
- La vita schiva. Il sentimento e le virtù della timidezza, Milano, Cortina, 2007, ISBN 978-88-6030-127-7
- La scrittura clinica. Consulenza autobiografica e fragilità esistenziali, Milano, Cortina, 2008, ISBN 978-88-6030-177-2
- L'educazione non è finita. Idee per difenderla, Milano, Cortina, 2009, ISBN 978-88-6030-245-8
- Ascetismo metropolitano. L'inquieta religiosità dei non credenti, Milano, Ponte alle Grazie, 2009, ISBN 978-88-6220-092-9
- L'interiorità maschile. Le solitudini degli uomini, Milano, Cortina, 2010, ISBN 978-88-6030-353-0
- La religiosità degli increduli. Per incontrare i «gentili», Padova, Messaggero, 2011, ISBN 978-88-250-2909-3
- Perché amiamo scrivere. Filosofia e miti di una passione, Milano, Cortina, 2011, ISBN 978-88-6030-437-7
- Duccio Demetrio e Francesca Rigotti, Senza figli. Una condizione umana, Milano, Cortina, 2012, ISBN 978-88-6030-494-0
- Duccio Demetrio, M.Castiglioni, E.Mancino e E.Biffi, Educare è narrare. Le teorie, le pratiche, la cura, Milano, Mimesis, 2012, ISBN 978-88-575-1206-8
- Duccio Demetrio e Pierangelo Sequeri, Beati i misericordiosi. Perché troveranno misericordia, Torino, Lindau, 2012, ISBN 978-88-7180-984-7
- I sensi del silenzio. Quando la scrittura si fa dimora, Milano, Mimesis, 2012, ISBN 978-88-575-0991-4
- La religiosità della terra. Una fede civile per la cura del mondo, Milano, Cortina, 2013, ISBN 978-88-6030-628-9
- Silenzio, Padova, Messaggero, 2014, ISBN 978-88-250-1152-4
- Green autobiography. La natura è un racconto interiore, Anghiari, Booksalad, 2015, ISBN 978-88-98067-30-5
- Ingratitudine. La memoria breve della riconoscenza, Milano, Cortina, 2016, ISBN 978-88-6030-841-2
- Scrivi, frate Francesco. Una guida per narrare di sé, Padova, Messaggero, 2017, ISBN 978-88-250-3721-0
- La vita si cerca dentro di sé. Lessico autobiografico, Milano, Mimesis, 2017, ISBN 978-88-575-4156-3
- Terra, Milano, Dialogos, 2018, ISBN 978-88-8123-971-9
- Foliage. Vagabondare in autunno,  Milano, Cortina, 2018, ISBN 978-88-328-5040-6
- All'antica. Una maniera di esistere, Milano, Cortina, 2021. ISBN 978-88-3285-292-9
- Nel silenzio degli addii, Milano, Mimesis, 2023
- Album di famiglia, Milano, Mimesis, 2023